# Duane Derksen
Duane Derksen (* 7. Juli 1968 in Saint-Boniface, Manitoba) ist ein ehemaliger kanadischer Eishockeytorwart, der acht Spielzeiten in nordamerikanischen Minor Leagues verbracht hat. In Deutschland spielte er jeweils ein Jahr für die Iserlohn Roosters in der Deutschen Eishockey Liga und den EC Bad Tölz in der 2. Bundesliga.

## Karriere
Derksen begann seine Karriere 1986 bei den Winkler Flyers in der Manitoba Junior Hockey League. Beim NHL Entry Draft 1988 wurde er von den Washington Capitals in der dritten Runde an 57. Stelle ausgewählt. Anschließend ging er an die University of Wisconsin–Madison und spielte dort für die Wisconsin Badgers. Dort war er in seiner ersten Saison Ersatzmann hinter Curtis Joseph. Ein Jahr später wurde er Stammtorhüter und gewann zunächst die Meisterschaft der Western Collegiate Hockey Association, anschließend auch den Titel der National Collegiate Athletic Association.
1992 unterschrieb Derksen seinen ersten Profivertrag und spielte fünf Jahre lang in verschiedenen Minor Leagues, darunter die American Hockey League, die International Hockey League und die ECHL. Insgesamt kam er in dieser Zeit auf 220 Partien. 1997 wechselte der Kanadier für zwei Jahre in die damalige zweite finnische Liga zu Kärpät Oulu. In der Saison 1998/99 absolvierte er auch fünf Spiele für Tappara Tampere in der SM-liiga. 2000 gewann Derksen mit den Peoria Rivermen aus der East Coast Hockey League den Kelly Cup. In der Saison 2000/01 war er für die Iserlohn Roosters aus der Deutschen Eishockey Liga aktiv. Mit dem DEL-Aufsteiger erreichte Derksen den 15. Platz. Im nächsten Jahr spielte er für den EC Bad Tölz in der 2. Bundesliga. 2002 kehrte der Torhüter zurück nach Nordamerika und absolvierte jeweils eine Spielzeit für die Peoria Rivermen und die Missouri River Otters. Anschließend beendete er 2004 seine Karriere.

## Erfolge und Auszeichnungen
| - 1987 MJHL First All-Star Team - 1987 MJHL Top Goaltender - 1988 MJHL First All-Star Team - 1988 MJHL Top Goaltender - 1990 Broadmoor-Trophy-Gewinn mit der University of Wisconsin–Madison - 1990 NCAA-Division-I-Championship mit der University of Wisconsin–Madison | - 1990 WCHA Second All-Star Team - 1991 WCHA Second All-Star Team - 1992 WCHA First All-Star Team - 1992 WCHA Most Valuable Player - 1995 Riley-Cup-Gewinn mit den Richmond Renegades - 2000 Kelly-Cup-Gewinn mit den Peoria Rivermen |

## Karrierestatistik
(Legende zur Torhüterstatistik: GP oder Sp = Spiele insgesamt; W oder S = Siege; L oder N = Niederlagen; T oder U oder OT = Unentschieden oder Overtime- bzw. Shootout-Niederlage; Min. = Minuten; SOG oder SaT = Schüsse aufs Tor; GA oder GT = Gegentore; SO = Shutouts; GAA oder GTS = Gegentorschnitt; Sv% oder SVS% = Fangquote; EN = Empty Net Goal; 1 Play-downs/Relegation; Kursiv: Statistik nicht vollständig)